# رعو (إبراء)
رعو منطقة سكنية تقع في ولاية إبراء، التابعة لمحافظة شمال الشرقية في سلطنة عمان. يقدر عدد سكانها بـ 4 نسمة حسب إحصاء عام 2010 التابع للمركز الوطني للإحصاء والمعلومات الحكومي. رمز المنطقة هو 90140161.

## الوصلات الخارجية
- المركز الوطني للإحصاء والمعلومات، سلطنة عمان